# Warwick Taylor
Warwick Thomas Taylor (Hamilton, 11 de marzo de 1960) es un ex–jugador neozelandés de rugby que se desempeñaba como centro. Actualmente ejerce su profesión de maestro.

## Selección nacional
Fue convocado a los All Blacks por primera vez en junio de 1983 para enfrentar a los British and Irish Lions que se encontraban en su gira por el país, formó parte del seleccionado no-oficial conocido como los New Zealand Cavaliers y disputó su último partido en junio de 1988 ante los Dragones rojos. En total jugó 24 partidos y marcó cinco tries (20 puntos por aquel entonces).

### Participaciones en Copas del Mundo
Solo disputó una Copa del Mundo: Nueva Zelanda 1987 donde se consagró campeón del Mundo y los All Blacks dominaron el torneo de principio a fin. Taylor fue titular; disputó la final ante Les Bleus y junto a Joe Stanley formaron una de las mejores parejas de centros que se recuerden en la historia del torneo.
| Mundial                       | Sede          | Resultado | PJ | Tries |
| ----------------------------- | ------------- | --------- | -- | ----- |
| Copa Mundial de Rugby de 1987 | Nueva Zelanda | Campeón   | 5  | 1     |

## Palmarés
- Campeón del South Pacific Championship de 1986.
- Campeón del National Provincial Championship de 1983.